# Iu Forn i Piquer
Iu Forn i Piquer (Badalona, 1962) és un periodista català, director de l'Agència Catalana de Notícies des d'abril de 2022.

## Trajectòria
Va ser col·laborador del diari Ara des dels seus inicis el 2010 i de la revista El Jueves des del 1992. Anteriorment havia escrit una columna diària al diari Avui anomenada «Passa-ho!» des de l'any 2004 i fins al 2010 i a l'edició del Barcelonès Nord del diari El Punt. Una de les seves columnes, titulada «Manual del bon colpista», li va valdre la presentació de sis querelles i una denúncia per injúries a l'Exèrcit, totes elles arxivades després de diversos recursos presentats pels querellants.
Durant tres anys (2004 a 2007), Forn va ser subdirector i guionista del programa Telemonegal. També ha estat col·laborador del programa El Club de TV3. Anteriorment havia treballat a TVE, Tele 5, Antena 3 i Euskal Telebista. Va ser vocal del Col·legi de Periodistes de Catalunya entre 2006 i 2007.
Ha treballat a Cadena 13, Ràdio 4, Ràdio 1, COM Ràdio, Ona Catalana, Catalunya Ràdio, Catalunya Cultura. Ha estat col·laborador del Versió RAC1 a RAC1 i de La transmissió d'en Puyal a Catalunya Ràdio. Va presentar una secció de crítica dels mitjans a La tribu de Catalunya Ràdio i ha treballat al diari digital El Nacional. El març de 2022 fou nomenat director de l'Agència Catalana de Notícies, en substitució de Marc Colomer.

## Obra publicada
És autor de diversos llibres:
- Mi Cuaderno azul (De Bolsillo, 2001)
- Jordi Pujol al país de les caramelles (Angle Editorial, 2003)
- El tripartit vist des de Madrit (Roca Editorial, 2004)
- Diccionari (abreujat) del bon culer (Viena Edicions, 2007)
- Recortes de la prensa seria (Ediciones El Jueves, 2008)
- El candidat (Ara Llibres, 2009)
- Diari d'un progre desconcertat (Ara Llibres, 2010)